# Vall Cluson

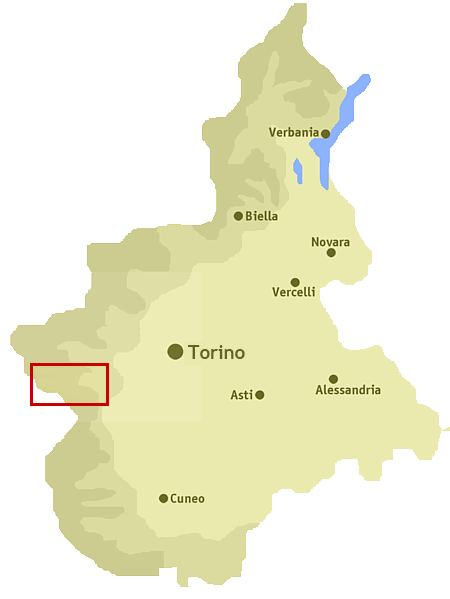
Situació de la Vall Cluson

Vall Cluson és una vall alpina situada a la província de Torí (Piemont), i és una de les Valls Occitanes. Limita a l'oest amb la Vall de Susa i la Vall Sangone, al sud amb la Vall Pèlis i a l'est amb la Planura padana. D'una derivació en surt la Vall Germanasca. Forma part de la comunitat muntanyenca de les Valls Cluson i Germanasca.

## Geografia
La vall comença a Pinerolo i acaba a Sestrièras, travessant lhi Vialar, Peirosa, Finistrèlas i Prajalats. Pren el nom del torrent Cluson.

### Muntanyes
Els cims principals de la vall són:
- Punta Rognosa di Sestriere - 3.280 m
- Cim Albergian - 3.043 m
- Cim Barifreddo - 3.028 m
- Cim Fraiteve - 2.701 m
- Cim Genevris - 2.356 m
- Cim Orsiera - 2.878 m
- Cim Ciantiplagna - 2.849 m

## Colls de Muntanya
- Coll del Sestriere - 2.035 m – cap a la vall de Susa
- Coll de les Finestre - 2.178 m – cap a la vall de Susa
- Col Basset - 2.424 m – cap a la vall de Susa

## Història
Per a molts la Vall Cluson era el territori que marcava la frontera entre el Ducat de Savoia i el regne de França. La vall alta pertanyia al Delfinat, i la baixa pertanyia a Savoia. El marge dret de la Vall Cluson fou cedida a Lluís XIII de França pel Tractat de Cherasco de 1631, però tornà a mans dels savoians per la Pau de Torí de 1696.
L'alta vall formà part de la República dels Escartons de 1343 a 1713. Prajalats era un dels cinc cantons i aplegava el territori de Sestrièras i una fracció de Peirosa. Durant aquests temps hi havia una important comunitat valdesa. Per aquest motiu eren anomenades Valls Valdeses.